# Micium Mhone
Micium Mhone (ur. 19 stycznia 1992 w Nkhata Bay) – piłkarz malawijski grający na pozycji ofensywnego pomocnika. Od 2017 jest piłkarzem klubu Blue Eagles.

## Kariera klubowa
Swoją karierę piłkarską Mhone rozpoczął w klubie Nkhata Bay United. W sezonie 2011/2012 zadebiutował w nim w drugiej lidze malawijskiej. W 2012 przeszedł do Blue Eagles FC, grającego w pierwszej lidze malawijskiej. Grał w nim do końca sezonu 2015.
Latem 2015 Mhone został zawodnikiem południowoafrykańskiego Jomo Cosmos FC. Swój ligowy debiut w nim zaliczył 27 września 2015 w przegranym 0:2 domowym meczu z Mamelodi Sundowns FC. W sezonie 2015/2016 spadł z Jomo Cosmos z Premier Soccer League do National First Division.
W 2017 roku Mhone wrócił do Blue Eagles.

## Kariera reprezentacyjna
W reprezentacji Malawi Mhone zadebiutował 26 listopada 2012 w przegranym 0:2 meczu Pucharu CECAFA z Rwandą, rozegranym w Kampali. W 2022 został powołany do kadry na Puchar Narodów Afryki 2021. Na tym turnieju zagrał w trzech meczach: grupowych z Gwineą (0:1) i z Senegalem (0:0) oraz w 1/8 finału z Marokiem (1:2).